# 夏のトロピカル娘。
「夏のトロピカル娘。」（なつのトロピカルむすめ）は、THE ポッシボーの4枚目のシングル。THE ポッシボー featuring 秋山ゆりか・橋本愛奈名義で2007年6月13日にGOOD FACTORY RECORDSから発売された。

## 解説
- THE ポッシボーfeaturing 岡田ロビン翔子・後藤夕貴名義のシングル「金魚すくいと花火大会」と同時リリースされた。
- 2007年7月11日にシングルVが発売された。

## 収録曲
1. 夏のトロピカル娘。 / THE ポッシボー featuring 秋山ゆりか・橋本愛奈
作詞・作曲：つんく、編曲：高橋諭一
2. 旅の真ん中 / THE ポッシボー
作詞・作曲：つんく、編曲：高橋諭一
3. 夏のトロピカル娘。（Instrumental）
4. 旅の真ん中（Instrumental）

## シングルV
2007年7月11日に発売された、上記作品のシングルDVD。

### 収録曲
1. 夏のトロピカル娘。（Music Video）
2. 夏のトロピカル娘。（Dance ver.）
3. メイキング映像
4. 夏のトロピカル娘。（歌詞あり）

## タイアップ
- テレビ埼玉「HOLLY×2☆POP☆TV＋」8月エンディングテーマ